# Veneracija
Veneracija (latinski veneratio, grčki τιμάω, timao), ili venecaja svetaca, je čin poštovanja sveca, osobe za koju je bilo utvrđeno da ima visok stepen pobožnosti i svetosti. Anđeli su u mnogim religijama poštovani u sličnoj meri. Filološki, „venerisati” dolazi od latinskog glagola, venerare, što znači posmatrati s poštovanjem i respektom. Veneraciju svetaca formalno ili neformalno sprovode pripadnici nekih grana svih glavnih religija, uključujući hrišćanstvo, judaizam, hinduizam, islam, i budizam.
U okviru hrišćanstva, veneraciju vrše grupe poput istočne pravoslavne crkve, rimokatoličke i istočne katoličke crkve, koje sve imaju različite postupke kanonizacije ili glorifikacije. U katoličkim i pravoslavnim crkvama, veneracija se iskazuje klanjanjem s poštovanjem ili krštenjem rukom pred ikonama, relikvijama ili kipovima sveca, ili odlaskom na hodočašće na mesta povezana sa svecima. Generalno, protestanti ne praktikuju veneraciju.
Hinduizam ima dugu tradiciju veneracije svetaca, izraženu prema raznim guruima i učiteljima svetosti, kako živim, tako i mrtvim. Razne grane budizma uključuju formalno liturgijsko poštovanje svetaca, pri čemu je mahajanski budizam klasifikovao stepene svetosti.
U islamu, veneraciju svetaca praktikuju mnoge pristaše tradicionalnog sunitskog islama (sunitski sufiji, na primer) i šiitskog islama, i to se čini mnogim delovima sveta kao što su Turska, Egipat, južna Azija i jugoistočna Azija. Ostale sekte, poput vehabista itd, ne prihvataju tu praksu.
U judaizmu ne postoji klasično ili formalno priznavanje svetaca, ali postoji duga istorija poštovanja prema biblijskim herojima i mučenicima. U nekim regionima, na primer u judaizmu u Maroku, postoji duga i rasprostranjena tradicija veneracije svetaca.

## Judaizam
Dok ortodoksni i organizovani judaizam sam po sebi ne toleriše poštovanje svetaca, veneracija i hodočašće na mesta sahrane svetih jevrejskih vođa je drevni deo tradicije.
Danas je uobičajeno za neke Jevreje da posećuju grobove mnogih pravedoljubivih jevrejskih vođa. Tradicija je posebno jaka među marokanskim Jevrejima i Jevrejima sefardskog porekla, mada to čine i neki aškenaski Jevreji. Ovo se posebno odnosi na Izrael, gde je sahranjeno mnogo svetih jevrejskih vođa. Pećina Patrijarha u Hebronu, Račelova grobnica u Vitlejemu i Majmonida u Tiberiju su primeri mesta sahrane koja privlače velika hodočašća u Izraelu. U Americi je jedini takav primer grobnica rabina Menačema Mendela Šnirsona, u Ohelu, na groblju u Kvinsu, gde je sahranjen zajedno sa svojim svekrom. Tokom svog života, sam Šnirson često je posećivao grob (Ohel) svog svekra, gde je čitao pisma i pisao molitve, i postavljao ih na grob. Danas posetioci Šnirsonovog groba obuhvataju Jevreje ortodoksnog, reformskog i konzervativnog porekla, kao i nejevreje. Posetioci obično izgovaraju molitve psalmi i sa sobom donose molitve ispisane na komadima papira, koje se potom pocepaju i ostavljaju na grobu.

## Hrišćanstvo
Poštovanje prema onima koji su smatrani svetima počelo je u ranom hrišćanstvu, s tim što je najpre mučenicima ukazana posebna počast. Zvanično obeležavanje svetaca u crkvama počelo je još u prvom veku. Apostol Pavle je u svojim spisima pominjao svece po imenu. U katakombama su nastale ikone sa prikazom svetitelja. Vizantijska pravoslavna crkva počela je zvaničnu crkvenu komemoraciju vrlo rano, a čak i u Rimu, komemoracija je dokumentovana u trećem veku. Vremenom je počast počela da se odaje i onim hrišćanima koji su živeli svetim i pobožnim životom. Različite denominacije poštuju i određuju svece na različite načine, a neke imaju formalni proces kanonizacije ili glorifikacije. To je ujedno i prvi korak da se postane svetac.

### Latrija, dulija i hiperdulija
Hrišćanski teolozi su odavno usvojili termine latrija za vrstu bogosluženja samo Bogu, a dulija i proskineza za poštovanje anđela, svetitelja, moštiju i ikona.
Katoličke i pravoslavne teologije takođe uključuju termin hiperdulija za vrste poštovanja koje se posebno posvećuju Mariji. Katolički teolog Toma Akvinski precizira da je hiperdulija ista vrsta poštovanja kao i dulija, samo što je data u većem stepenu; oba ostaju različita od latrije.

### Orijentalno pravoslavlje
U liturgijskoj službi sirijske pravoslavne crkve Sveta Bogorodica se izgovara kao prefatorska molitva posle Očenaš, a pre ulaska sveštenika u pripratu. Ime presvete Bogorodice je verovatno korišćeno i za osvećenje oltara, iznad imena svih drugih svetih.

### Istočno pravoslavlje
U istočnoj pravoslavnoj crkvi poštovanje svetaca je važan element bogosluženja. Većina bogosluženja se završava rečima „Presveta Bogorodice, spasi nas!“ i koriste se tropari i kondaci za poštovanje svetitelja dana. Ova praksa poštovanja svetih kroz pohvale i kroz njihove ikone brani se u knjizi svetog Jovana Damaskina O svetim likovima i bila je predmet Drugog Nikejskog sabora.

### Protestantizam
U protestantskim crkvama, poštovanje se ponekad smatra jeresi idolopoklonstva, a srodna praksa kanonizacije predstavlja jeres apoteoze. Protestantska teologija obično poriče da se može napraviti bilo kakva stvarna razlika između poštovanja i obožavanja, i tvrdi da praksa poštovanja odvlači hrišćansku dušu od njenog pravog cilja, obožavanja Boga. U svojim Institutima hrišćanske religije, Džon Kalvin piše da je „razlika između onoga što se naziva dulija i latrija izmišljena upravo u svrhu omogućavanja da se božanske počasti odaju anđelima i mrtvima očigledno nekažnjeno“. Poštovanje se, prema tome, smatra jednom vrstom bogohuljenja od strane Lutera i nekih protestanata. Međutim, neke protestantske struje, posebno anglikanstvo i luteranizam, dozvoljavaju poštovanje svetaca na način sličan katoličanstvu.

## Napomene
1. ↑  [16][17][18][19][20][21]

## Spoljašnje veze
- (1911)